# Unterseeboot type U 139
L'Unterseeboot type U 139, initialement désigné Project 46, est une classe de gros sous-marins à longue portée construits pendant la Première Guerre mondiale par la marine impériale allemande. 

## Conception
Trois grands croiseurs sous-marins, désignés type 139, ont été commandés en août 1916 à la Germaniawerft de Kiel. D’un déplacement de près de 2000 tonnes et avec une vitesse de 15 nœuds (28 km/h) en surface, ils étaient armés de 24 torpilles et de deux canons de pont de 15 cm, et avaient un rayon d'action d’environ 17000 milles marins (31000 km). Ils avaient un effectif suffisamment important pour munir les navires capturés d’un équipage de prise, et leur mission était de capturer ou de détruire les navires marchands en surface. Leurs canons de pont de gros calibre et leur vitesse relativement élevée leur permettaient d’engager le combat même contre des navires marchands armés.
Contrairement aux sous-marins de type U 151, conçus à l’origine comme des sous-marins marchands pour échapper au blocus naval allié, le type 139 a été conçu dès le départ pour le combat. Quatre tubes lance-torpilles ont été installés à l’avant et deux à l’arrière, mais l’armement principal était constitué des deux canons de 15 cm qui pouvaient être pointés sur la cible par un télémètre situé sur la partie arrière du pont. Le centre de commandement dans le kiosque était protégé par un blindage de 90 mm contre les canons habituellement transportés par les navires marchands ennemis, tandis que la coque sous pression était plus épaisse qu’à l’habitude, atteignant 25 mm, afin d’augmenter la profondeur maximale de plongée. La superstructure a également été relevée de 2 mètres afin qu’un obus qui la frapperait ne pénètre pas dans la coque sous pression.
Un sous-marin de type 139 coûtait 8,7 millions de marks à l’époque, les canons de 15 cm représentant environ 7% du coût. Trois sous-marins de ce type ont été commandés : les U-139, U-140 et U-141.
Le projet 46(a), plus tardif, prévoyait des croiseurs sous-marins encore plus puissants, d’un déplacement semblable à celui des bateaux de type U 139, mais avec une vitesse de surface accrue portée à 18 nœuds (33 km/h) et deux canons de pont de 8,8 cm en plus des deux canons de 15 cm.
Un croiseur sous-marin encore plus grand a été proposé dans le cadre du projet 47, mais n’a jamais atteint le stade de la construction. Il aurait eu un déplacement de 2500 tonnes, une vitesse maximale de 21 nœuds (39 km/h) et aurait été armé de quatre canons de 15 cm ainsi que de six tubes lance-torpilles, dont deux auraient tiré sur le côté.

## Service
Les sous-marins de type 139 ont été envoyés pour des missions à long rayon d'action au sud de l’équateur et à l’ouest de l’océan Atlantique, opérant indépendamment.
Lothar von Arnauld de La Perière commandait le U-139, le premier de la classe, et il nomma le sous-marin Kapitänleutnant Schweiger, d’après Walther Schwieger, qui avait coulé le RMS Lusitania en 1915. Sous les ordres de von Arnauld, le U-139 coula quatre navires à partir de mai 1918. Il coula le 14 octobre 1918 le dernier navire victime un sous-marin de type 139 pendant la Première Guerre mondiale : le NRP Augusto de Castilho, un chasseur de mines portugais.

## Liste des sous-marins de type U 139
Trois sous-marins de type U 139 ont été construits, tous mis en service dans la marine impériale :
- U-139 (Kapitänleutnant Schwieger)[1]
- U-140 (Kapitänleutnant Kophamel)
- U-141[1]